# Caracas Fútbol Club
Caracas Fútbol Club é um clube de futebol venezuelano, sediado na cidade de Caracas. O clube ganhou doze títulos do Campeonato Venezuelano de Futebol e seis títulos da Copa Venezuela de Futebol.
O clube é também conhecido como Los Rojos del Ávila, em alusão às camisas vermelhas usadas por seus jogadores.
O clube tem grande rivalidade com o Deportivo Táchira

## História
Originalmente fundado em 1967, o time jogou por muitos anos como amador. Nos anos 1980, o time, Yamaha nomeado naquele momento, tinha êxito em vários campeonatos amadores. Em 1984, o time foi renomeado como Caracas-Yamaha, e foi apresentado à Liga de Futebol americano Profissional venezuelana para participar no Segundo Campeonato de Divisão. O time obteve o ingresso deles/delas à Primeira Divisão depois de ganhar o Segundo Campeonato de Divisão na primeira estação deles/delas.

Antigo escudo

## Sucesso na Primeira Divisão
Apesar de um elenco essencialmente amador, a equipe terminou em quarto lugar na liga durante a temporada 1989. Dois anos mais tarde na temporada 1991, sob o gerente Manuel Plasencia , que tinha ficado meio a esse turbilhão, Caracas FC venceu seu primeiro campeonato nacional. Passaram a ganhar as próximas duas temporadas, com o terceiro título em 1993 sendo vencida com um novo gerente, Pedro Febles . No entanto, após uma temporada 1994 sem sucesso, Plasencia voltou a levar a equipe a um título na temporada 1995. É importante notar também que durante este tempo Caracas FC venceu a Copa de Venezuela por duas vezes, embora historicamente que a concorrência tem sido marcada pela instabilidade e anonimato.
Depois de quatro anos sem título da competição, ele ganhou seu quinto campeonato nacional sob Carlos Moreno disambiguation necessários. No entanto, a temporada de 1999 viu Caracas FC chegar às semifinais da Copa Merconorte , seu maior sucesso até à data na competição internacional. No ano seguinte, marcou a nomeação do então 37 anos de idade, Noel Sanvicente assumiu o clube. É o gerente mais bem sucedido Caracas ", como ele foi capaz de ganhar cinco títulos em 2002, 2003, 2005, 2006 e, mais recentemente, em 2008. Ele também levou Caracas FC à sua melhor posição de sempre na competição da América do Sul clube de maior prestígio, a Copa Libertadores .
Em 2010, Noel Sanvicente desceu do seguinte equipe que Ceferino Bencomo assumiu o cargo de gerente. Sob Ceferino Bencomo, Caracas FC venceu seu décimo primeiro título de campeão nacional derrotando o arqui-rival Deportivo Táchira, em um jogo de dois final.

## Titulos
| Nacionais | Nacionais                          | Nacionais | Nacionais                                                                                                |
|           | Competição                         | Títulos   | Temporadas                                                                                               |
| --------- | ---------------------------------- | --------- | --- |
|           | Campeonato Venezuelano             | 12        | 1991-92, 1993-94, 1994-95, 1996-97, 2000-01, 2002-03, 2003-04, 2005-06, 2006-07, 2008-09, 2009-10 e 2019 |
|           | Copa Venezuela                     | 6         | 1987, 1993, 1994, 2000, 2009 e 2013                                                                      |
|           | Campeonato Venezuelano - 2 Divisão | 1         | 1984 |

## Estádio
O Caracas Fútbol Club jogou as partidas de casa no Cocodrilos Sports Park desde a temporarda 2006/2007. Cocodrilos Sports Park tem uma capacidade máxima de 3,500 pessoas, mas será ampliado a 6,000 pessoas, e então para 15,000.
Para liga nacional ou jogos de torneios internacionais, o clube tinha usado o Estádio Brígido Iriarte no passado, que tem uma capacidade oficial de 10,000 pessoas, porém tinha havido multidões de aprox. 20,000 pessoas em jogos contra Deportivo Táchira (os rivais históricos), e outros times.
Recentemente o Caracas Fútbol Club jogou no Estádio Olímpico de la UCV com uma capacidade de 24,900 pessoas.

## Uniformes

### Uniformes atuais
- 1º - Camisa vermelha, calção e meias pretas;
- 2º - Camisa branca, calção e meias brancas.
- 3º - Camisa preto,  calção e meias pretas.

| Primeiro Uniforme | Segundo Uniforme | Terceiro Uniforme |  |

### Uniformes dos goleiros
- Verde com detalhes brancos;
- Azul com detalhes pretos;
- Branco com detalhes pretos.

| Cores do Time · Cores do Time · Cores do Time · Cores do Time · Cores do Time | Cores do Time · Cores do Time · Cores do Time · Cores do Time · Cores do Time | Cores do Time · Cores do Time · Cores do Time · Cores do Time · Cores do Time |  |

### Uniformes anteriores
- 2022

| Primeiro Uniforme | Segundo Uniforme |

- 2021

| Primeiro Uniforme | Segundo Uniforme |

- 2020

| Primeiro Uniforme | Segundo Uniforme | Terceiro Uniforme |

- 2018

| Primeiro Uniforme | Segundo Uniforme |

- 2015

| Primeiro Uniforme | Segundo Uniforme | Terceiro Uniforme |

- 2013-14

| Primeiro Uniforme | Segundo Uniforme |

- 2012-13

| Primeiro Uniforme | Segundo Uniforme | Terceiro Uniforme |

- 2011-12

| Primeiro Uniforme | Segundo Uniforme |  |

- 2010-11

| Primeiro Uniforme | Segundo Uniforme |  |

- 2009-10

| Primeiro Uniforme | Segundo Uniforme |  |

## Maiores artilheiros
| Jogador          | Gols |
| ---------------- | ---- |
| Rafael Castellín | 108  |
| Gabriel Miranda  | 78   |
| Stalin Rivas     | 61   |